# Liolaemus curicensis
Espèce
Statut de conservation UICN

 LC  : Préoccupation mineure
Synonymes
- Liolaemus platei curicensis Müller & Hellmich, 1938
- Liolaemus hernani Sallaberry, Núñez & Yáñez, 1982

Liolaemus curicensis est une espèce de sauriens de la famille des Liolaemidae.

## Répartition
Cette espèce est endémique de la région du Maule au Chili.

## Description
C'est un saurien vivipare.

## Étymologie
Son nom d'espèce, composé de curic et du suffixe latin -ensis, « qui vit dans, qui habite », lui a été donné en référence au lieu de sa découverte, la commune de Curicó.

## Publication originale
- Müller & Hellmich, 1938 : Beiträge zur Kenntnis der Herpetofauna Chiles. XI. Über zwei neue Liolaemus-formen aus der chilenischen Kordillere (Sammlung Schröder). Zoologischer Anzeiger, vol. 122, p. 225-237.